# Antonio Monsalve Morante
Antonio Eduardo Monsalve Morante (Lambayeque, 13 de octubre de 1919 - Lima, 7 de noviembre de 2010) fue un ingeniero, educador y político peruano. Fue diputado de la República por Lambayeque (1963-1968) y llegó a presidir su cámara en la legislatura de 1966.

## Biografía
Fue hijo mayor de Pedro Antonio Monsalve Baca (empresario y político) y Blanca Clotilde Morante Llontop. 
Cursó su educación secundaria en el Colegio Nacional San José de Chiclayo. Sus estudios superiores los cursó en la Escuela Nacional de Agricultura (actual Universidad Nacional Agraria La Molina), donde se graduó de ingeniero agrónomo.
Empezó a trabajar en la Hacienda Cayaltí (Lambayeque), una de las más importantes del norte peruano, primero en el control del ingenio azucarero, y, posteriormente, como jefe del departamento de Ganadería y Establo (1943). Luego laboró en la dependencia del Ministerio de Agricultura en Lambayeque, donde fue ingeniero ayudante de la Estación Agrícola, y luego, jefe de colonización de Sasape y Mochumí. Trasladado a Lima, se desempeñó como subjefe del Departamento de Agronomía de la Estación Experimental Agrícola de La Molina (1947).
Desarrolló también una carrera docente, primero en el colegio de su ciudad natal (1946); y luego en Lima, donde fue sucesivamente profesor en el Instituto de Comercio Nº 8 (1950), el Politécnico José Pardo y la Escuela Nacional de Agricultura (1955-1960). Ejerció también diversos cargos en diferentes secciones del Ministerio de Educación. Retornó a Lambayeque, donde fue director fundador de la Escuela de Agricultura (1963), rector de la Universidad Agraria del Norte y primer rector de la Universidad Nacional Pedro Ruiz Gallo de Chiclayo (1970-1973). 
En 1963 fue elegido diputado por la provincia de Lambayeque, siendo en 1966 elevado a la presidencia de su Cámara. Su labor parlamentaria hizo énfasis en el apoyo a la educación peruana, así como al sector agrario. Particularmente, se abocó a la solución de la problemática de los agricultores de su tierra natal. Su periodo parlamentario, que debía extenderse hasta 1969, se frustró por el golpe de Estado de 1968.
Fue, además, director de la Beneficencia Pública de Lima (1978) y del Puericultorio Pérez Araníbar (1978-1980).

## Reconocimientos y condecoraciones
- Orden El Sol del Perú en el Grado de Gran Cruz (1966)
- Medalla de Honor del Congreso de la República en el Grado de Gran Cruz (1966)
- Medalla al Mérito Juan Antonio Távara Andrade, de la Cámara de Diputados, en el Grado de Gran Cruz (1991)
- Palmas Magisteriales del Perú (1959)
- Palmas Académicas de Francia (1959)
- Orden de San Jorge
- Orden Primer Centenario del 2 de mayo de 1866 (1966)
- Distinción al Mérito del Capítulo de Ingenieros Agrónomos del Colegio de Ingenieros del Perú.
- Palma de Oro al Mérito Ciudadano de la Asociación de Clubes Departamentales del Perú (2007).
- Catedrático honorario y emérito de la Universidad Agraria del Norte (Lambayeque).